# Hibiscus naegelei
Hibiscus naegelei är en malvaväxtart som beskrevs av Ulbrich. Hibiscus naegelei ingår i Hibiskussläktet som ingår i familjen malvaväxter. Inga underarter finns listade i Catalogue of Life.